# Powiat Lahn-Dill
Powiat Lahn-Dill (niem. Lahn-Dill-Kreis) – powiat w Niemczech, w kraju związkowym Hesja, w rejencji Gießen. Siedzibą powiatu jest miasto Wetzlar.

## Podział administracyjny
Powiat Lahn-Dill składa się z:
- 8 miast
- 15 gmin

Miasta:
| Lp. | Nazwa miasta | Ludność (30.06.2013) | Powierzchnia km² |
| --- | ------------ | -------------------- | ---------------- |
| 1   | Aßlar        | 13592                | 43,57            |
| 2   | Braunfels    | 10644                | 47,29            |
| 3   | Dillenburg   | 23670                | 83,88            |
| 4   | Haiger       | 19506                | 106,67           |
| 5   | Herborn      | 20410                | 63,82            |
| 6   | Leun         | 5673                 | 28,66            |
| 7   | Solms        | 13324                | 34,05            |
| 8   | Wetzlar      | 50979                | 75,67            |

Gminy:
| Lp. | Nazwa gminy   | Ludność (30.06.2013) | Powierzchnia km² |
| --- | ------------- | -------------------- | ---------------- |
| 1   | Bischoffen    | 3341                 | 35,37            |
| 2   | Breitscheid   | 4840                 | 31,74            |
| 3   | Dietzhölztal  | 5860                 | 37,45            |
| 4   | Driedorf      | 5041                 | 47,55            |
| 5   | Ehringshausen | 9152                 | 45,43            |
| 6   | Eschenburg    | 10104                | 45,71            |
| 7   | Greifenstein  | 6765                 | 67,43            |
| 8   | Hohenahr      | 4828                 | 45,67            |
| 9   | Hüttenberg    | 10532                | 40,74            |
| 10  | Lahnau        | 8087                 | 23,93            |
| 11  | Mittenaar     | 4839                 | 35,17            |
| 12  | Schöffengrund | 6321                 | 34,11            |
| 13  | Siegbach      | 2711                 | 29,08            |
| 14  | Sinn          | 6487                 | 18,73            |
| 15  | Waldsolms     | 4843                 | 44,75            |